# Vereinigte Henriette
Die Verbundgrube Vereinigte Henriette lag auf der Grenze zwischen dem Siegener Stadtteil Niederschelden (Kreis Siegen-Wittgenstein) und dem Mudersbacher Ortsteil Niederschelderhütte (Landkreis Altenkirchen) im Siegerland.

## Geschichte

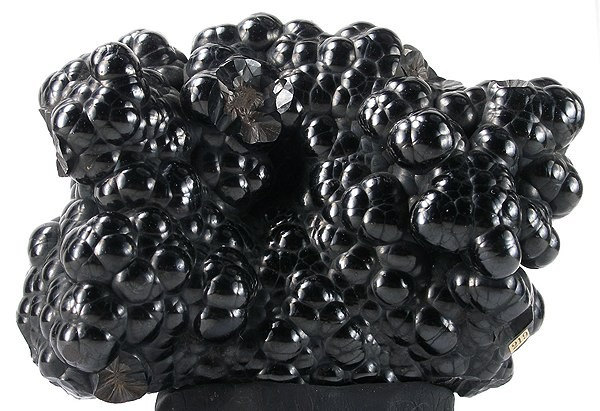
Goethit, gefunden in der Grube Rosengarten

Die Grube entstand am 23. Juli 1870 durch eine Konsolidation mit mehreren kleinen Gruben, wobei die Hauptgrube im Gebiet der Gruben „Rosengarten“ und „Rosenzweig“ in Niederschelden lag. Der ab dem 15. August 1860 angelegte „Charlotten-Erbstollen“ („Erbstollengerechtigkeit“) diente als Erbstollen der Grube. Am 25. August 1908 konsolidierte die Grube abermals. 1909 arbeiteten im Verbund 226 Belegschaftsmitglieder. Am 7. November 1923 wurde die Grube stillgelegt. Bis zur Stilllegung wurden im Erzfeld „Beerberg“ ca. 400.000 t Eisenerz abgebaut.

### Tiefbau
Die beiden Hauptschächte der Grube lagen im Gebiet der oben genannten Gruben. 1869 wurde in „Rosengarten“ ein 4,71 × 2,38 m großer und 185 m tiefer Blindschacht angelegt. Ab 1914 wurde mithilfe elektrischen Stroms auf den 5 Sohlen Erz abgebaut. Im Jahr 1900 wurde ein Tagesschacht in „Rosenzweig“ abgeteuft. Dieser hatte die Maße 5,4 × 2 m. Die Gesamtteufe der Grube lag bei 675 m, auf die 13 Abbausohlen verteilt wurden.

## Konsolidationen

### Hauptgruben
- „Rosengarten“ in Niederschelderhütte. Entstand durch eine Konsolidation am 30. Oktober 1858. Im Jahr 1863 wurden 7.502 t Eisenerz gefördert und stand damit an neunter Stelle in der Förderstatistik.[1] Tiefbau wurde ab 1871 betrieben. 1869 wurde mit einem Blindschacht mit den Maßen 4,71 × 2,38 m begonnen. Er hatte eine Teufe von 185 m, auf die 5 Sohlen verteilt wurden. Ab 1914 wurde elektrisch abgebaut.
- „Rosenzweig“ in Niederschelderhütte, Konsolidation am 3. September 1849. Tiefbau wurde hier ab 1874 betrieben. Der Schacht hatte eine Größe von 4,78 × 1,5 m, 1900 wurde ein Tagesschacht mit den Maßen 5,4 × 2,0 m angelegt.

### Weitere Gruben
Die Verbundgrube hatte eine Reihe von zugehörigen Konsolidationsgruben. Hier die größten Betriebe:
| Grube                     | Ort                 | Ersterwähnung / Konsolidation | Sonstiges                                                               |
| ------------------------- | ------------------- | ----------------------------- | ----------------------------------------------------------------------- |
| Alter Beerberg            | Niederschelden      | 1815                          | 5. September 1857 Kons. aus Alter Beerberg, Held Friedrich & Held Bonin |
| Brüche                    | Niederschelden      | 1852-12-29                    |                                                                         |
| Cavour                    | Niederschelden      | 1861-01-02                    |                                                                         |
| Egidius                   | Niederschelderhütte | 1858-12-03                    |                                                                         |
| Gerhard                   | Niederschelderhütte | 1861-06-29                    |                                                                         |
| Gordian                   | Niederschelderhütte | 1858-12-03                    |                                                                         |
| Hinterster Schönschacht   | Niederschelderhütte | 1851-06-14                    | Konsolidation                                                           |
| Hinterstes Hühnchen       | Niederschelderhütte | 1839-02-25                    |                                                                         |
| Hirsch                    | Niederschelden      | 1848-10-23                    | Konsolidation                                                           |
| Jäger (bei Hench's Hütte) | Niederschelden      | 1865-06-28                    | Konsolidation                                                           |
| Junger Eisenmann          | Niederschelderhütte | 1860-03-09                    |                                                                         |
| Knorrenberg               | Niederschelderhütte | 1858-12-09                    | Konsolidation aus sechs Einzelbetrieben                                 |
| Marcellus                 | Niederschelderhütte | 1859-02-03                    |                                                                         |
| Mittelstes Hühnchen       | Niederschelderhütte | 1858-12-07                    |                                                                         |
| Nachbar                   | Niederschelden      | 1866-06-29                    |                                                                         |
| Neptun                    | Niederschelden      | 1847-10-09                    |                                                                         |
| Neue Bernhardine          | Niederschelderhütte | 1861-02-26                    | Konsolidation                                                           |
| Oberstes Hühnchen         | Niederschelderhütte | 1858-07-02                    |                                                                         |
| Rother Hahn               | Niederschelderhütte | 1849-04-07                    | Konsolidation, Teufe: 440 m                                             |
| Saynischer Neptun         | Niederschelderhütte | 1860-02-08                    |                                                                         |
| Schindenbach              | Niederschelderhütte | 1849-09-03                    | Konsolidation                                                           |
| Strackezeche              | Niederschelden      | 1876-08-31                    | Konsolidation                                                           |
| Unterster Schönschacht    | Niederschelderhütte | 1833-03-19                    |                                                                         |
| Victor Effenberg          | Niederschelderhütte | 1865-09-29                    | Konsolidation                                                           |
| Vorschlag                 | Niederschelderhütte | 1830-06-23                    |                                                                         |
| Weber                     | Niederschelden      | 1859-11-23                    |                                                                         |
| Weigand                   | Mudersbach          | 1865-04-18                    |                                                                         |